# NGC 2715
NGC 2715 ist eine Balken-Spiralgalaxie vom Hubble-Typ SBc im Sternbild Giraffe am Nordsternhimmel. Sie ist schätzungsweise 66 Millionen Lichtjahre von der Milchstraße entfernt und hat einen Durchmesser von etwa 90.000 Lj.

Gemeinsam mit NGC 2591, NGC 2655, NGC 2748 bildet sie die NGC 2655-Gruppe.
Das Objekt wurde im Jahr 1871 von Alphonse Louis Nicolas Borrelly entdeckt.